# Bisdom San Miguel (Argentinië)

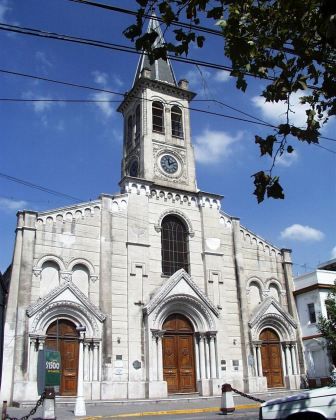
De kathedraal van San Miguel

Het bisdom San Miguel (Latijn: Dioecesis Sancti Michaëlis in Argentina) is een rooms-katholiek bisdom met als zetel San Miguel in Argentinië. Het bisdom is suffragaan aan het aartsbisdom Buenos Aires. Het bisdom werd opgericht in 1978.
In 2020 telde het bisdom 30 parochies. Het bisdom heeft een oppervlakte van 206 km² en telde in 2020 1.087.000 inwoners waarvan 86,9% rooms-katholiek waren. 

## Bisschoppen
- Horacio Alberto Bózzoli (1978-1983)
- José Manuel Lorenzo (1983-1994)
- Abelardo Francisco Silva (1994-2000)
- José Luis Mollaghan (2000-2005)
- Sergio Alfredo Fenoy (2006-2018)
- Damián Gustavo Nannini (2018-)

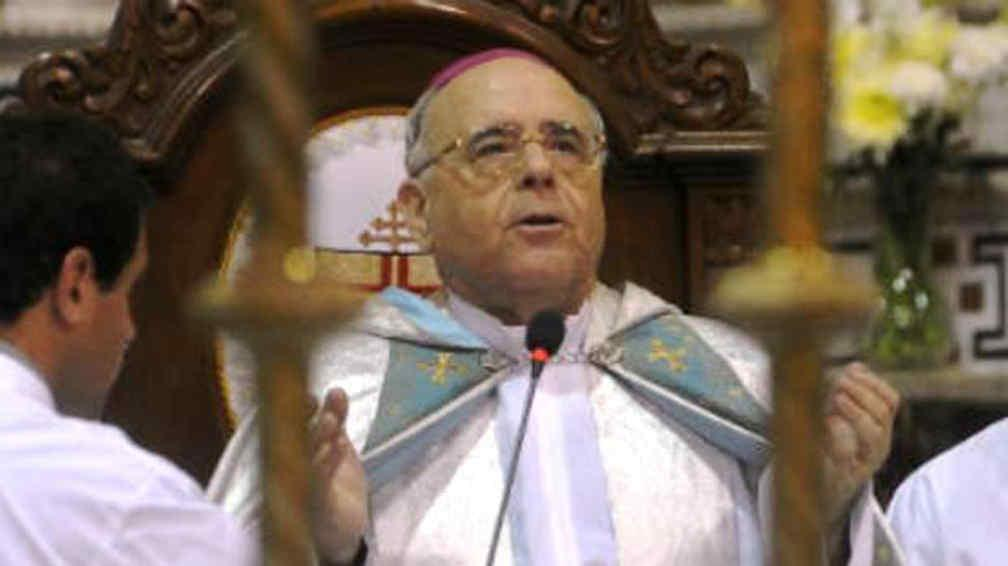
José Luis Mollaghan
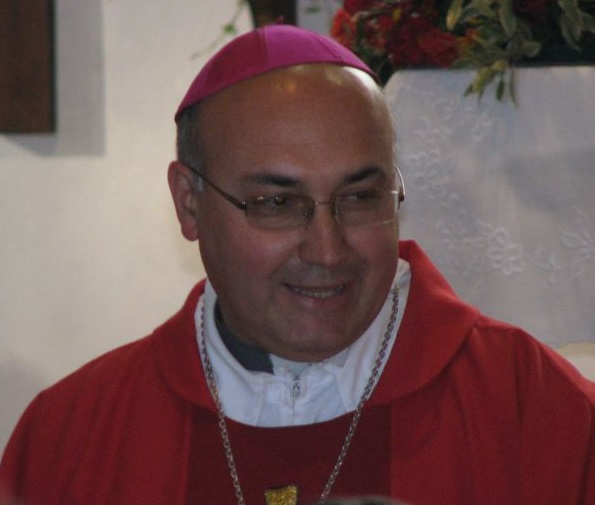
Sergio Alfredo Fenoy

Buenos Aires (aartsbisdom) · Avellaneda-Lanús ·  Buenos Aires (Maronitisch) · Buenos Aires (Oekraïenisch) · Gregorio de Laferrere · Lomas de Zamora · Morón · Quilmes · San Isidro · San Justo · San Martín · San Miguel